# سامرتری
سامرتری (به انگلیسی: Summertree) فیلمی محصول سال ۱۹۷۱ و به کارگردانی آنتونی نیولی است. در این فیلم بازیگرانی همچون مایکل داگلاس، جک واردن، برندا واکارو و باربارا بل گدس ایفای نقش کرده‌اند.